# یواس‌اس رز
یواس‌اس رز ممکن است به یکی از موارد زیر اشاره داشته باشد:
- یواس‌اس رز (اس‌پی-۷۵۷)
- یواس‌اس رز (۱۸۶۳)